# Севастопольское морское собрание
Севастопольское морское собрание — несохранившиеся здание в Севастополе. Располагалось на площади Нахимова. Впервые было построено по проекту Александра Брюллова в 1847 году и уничтожено в Крымскую войну. Новое здание было возведено в 1868 году и было разрушено во время Великой Отечественной войны.

## История

### Первое здание
Идея построить в Севастополе здание для Морского офицерского собрания принадлежит адмиралу Михаилу Лазареву, который тогда был командующим Императорским Черноморским флотом. Просьбу к императору Николаю I адмирал направил 22 июня 1842 года и получил на это согласие. Строительство здания началось в 1843 году по проекту архитектора Александра Брюллова.
Местом Дома общего собрания флагманов и капитанов был выбран холм, где размещалась гауптвахта. Сейчас на этом месте на площади Нахимова находится Мемориал в честь героев второй обороны Севастополя. Строительство было завершено в 1847 году. Собрание стало местом отдыха и культурным центром для офицеров. В том же году был утверждён документ «Правил собрания».
Здание было выполнено в классическом стиле. Его вход был подчёркнут портиком с фронтоном, а главный фасад украшен мраморными рельефами итальянского скульптура Фердинандо Пелличио.
Во время Крымской войны (1853—1856) в здании находился Главный перевязочный пункт, где работал хирург Николая Пирогов. Накануне оставления города российскими войсками здание было разрушено. От строения осталась часть стен и несколько колон. Мраморные барельефы с фронтона главного корпуса были в итоге вывезены французами как трофей в Париж. В настоящее время в память о предназначении здания во время Крымской войны установлена табличка с текстом: «Здесь в дни обороны Севастополя 1854—1855 гг. в здании морского собрания помещался перевязочный пункт в котором работал великий русский хирург Н .И. Пирогов».

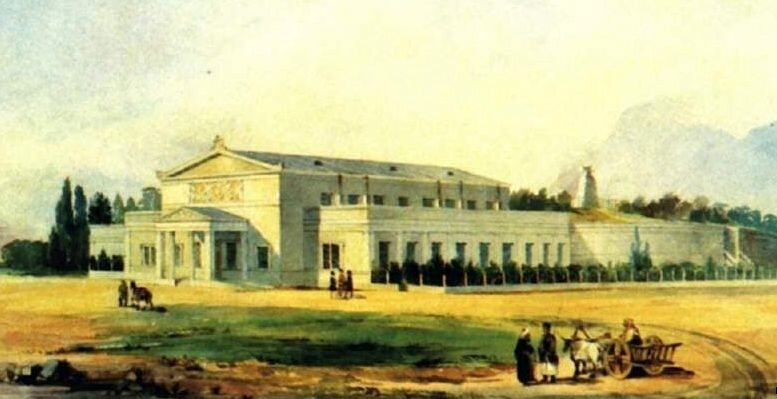
Акварель, 1850
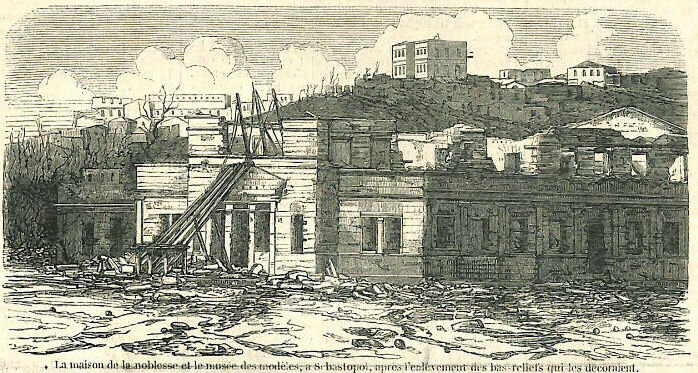
Разрушенное здание. Литография Дюран-Браже, 1856
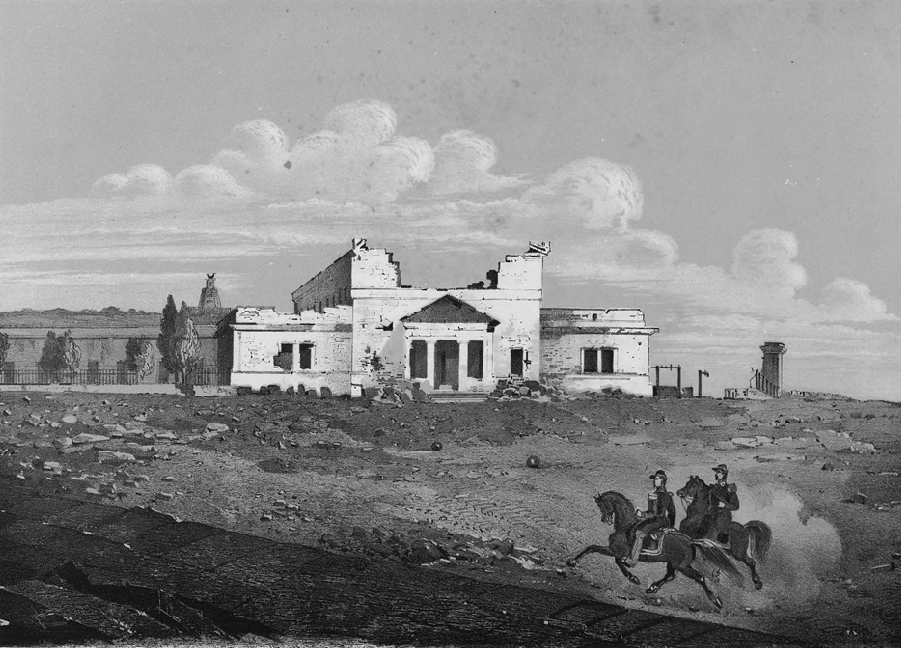
Разрушенное здание. Литография Николая Берга, 1858
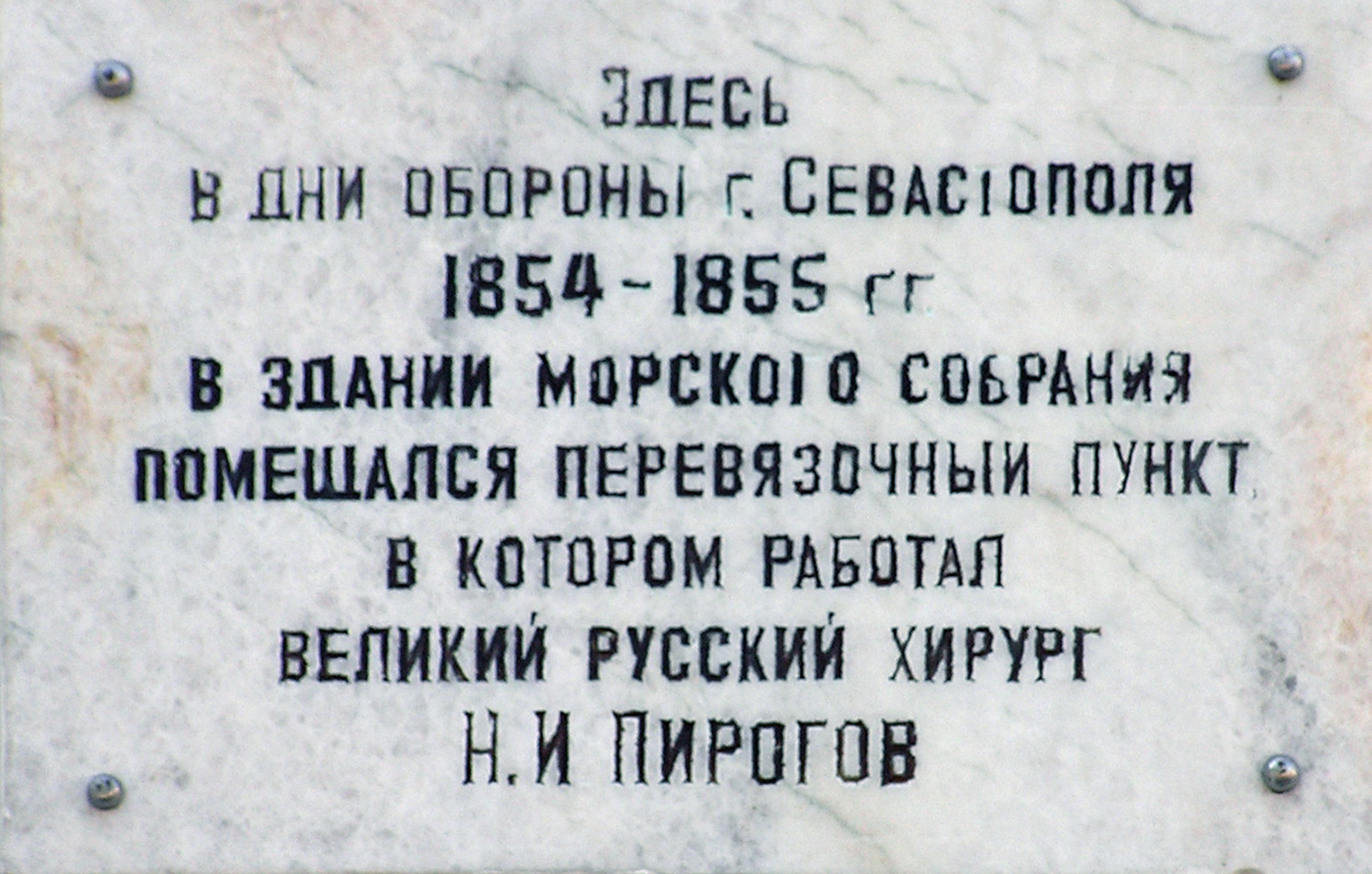
Памятная табличка

### Второе здание
После окончания войны собрание заняло здание бывшего Девичьего училища на улице Соборной (сейчас — улица Суворова) на городском холме. В 1867 году помещение было передано морским ведомством дирекции морского собрания.
Новое здание для Морского собрания на месте разрушенного начали возводить 20 июля 1886 году. Его торжественное открытие состоялось 18 ноября 1887 года. Был утверждён новый устав собрания. Днём основания было установлено 18 ноября в память о Синопском сражении. В годовщину победы в Синопском сражении 18 ноября 1898 года в здании морского собрания был дан обед в присутствии императора Николая II. Впоследствии была установлена традиция ежегодно проводить синопский обед, а вечером — синопский бал. В Морском собрании проводились концерты, литературно-музыкальные вечера и публичные лекции.
Строение состояло из двух этажей. Центральная часть имела выступающую часть и была украшена колоннами. Над входом имелся балкон с ажурным ограждением. Помещение было обставлено мебелью с императорской яхты «Ливадия», которая незадолго до этого потерпела крушение у мыса Тарханкут. Морское собрание было соединено крытой галерей со зданием Морской библиотеки.
В здании Морского собрания 30 августа (12 сентября) 1917 года прошло первое заседание Центрального комитета Черноморского флота. В 1919—1920 году в здании находилась Американская миссия Красного Креста.
После установления советской власти в 1921 году в здании был открыт Центральный показательный клуб красных моряков имени П. П. Шмидта. В 1926 году он был переименован в Дом Красной армии и флота, а в 1939 году — в Дом Военно-морского флота имени П. П. Шмидта.
Во время Великой Отечественной войны здание было разрушено.
В 2013 году была создана общественная организация «Севастопольское морское собрание», выступающая за сохранение флотских традиций.

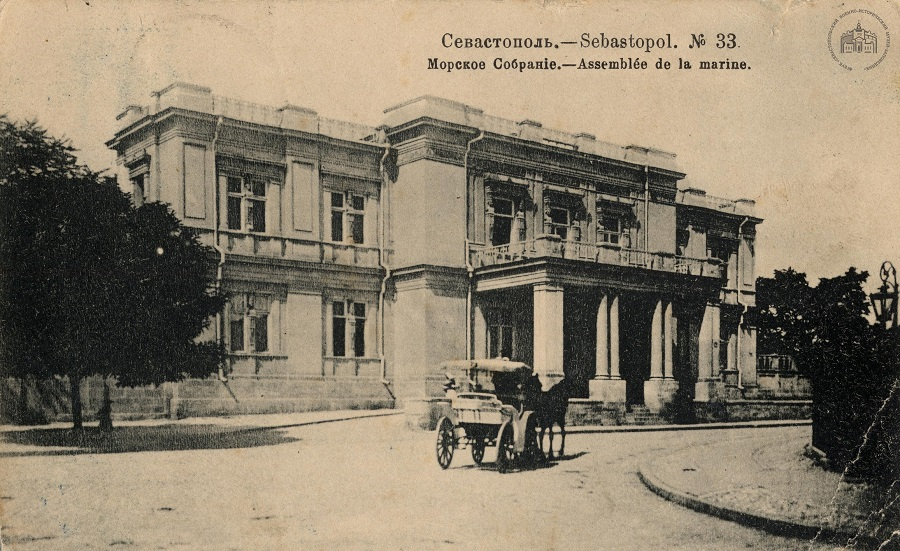
Открытка 1906 года
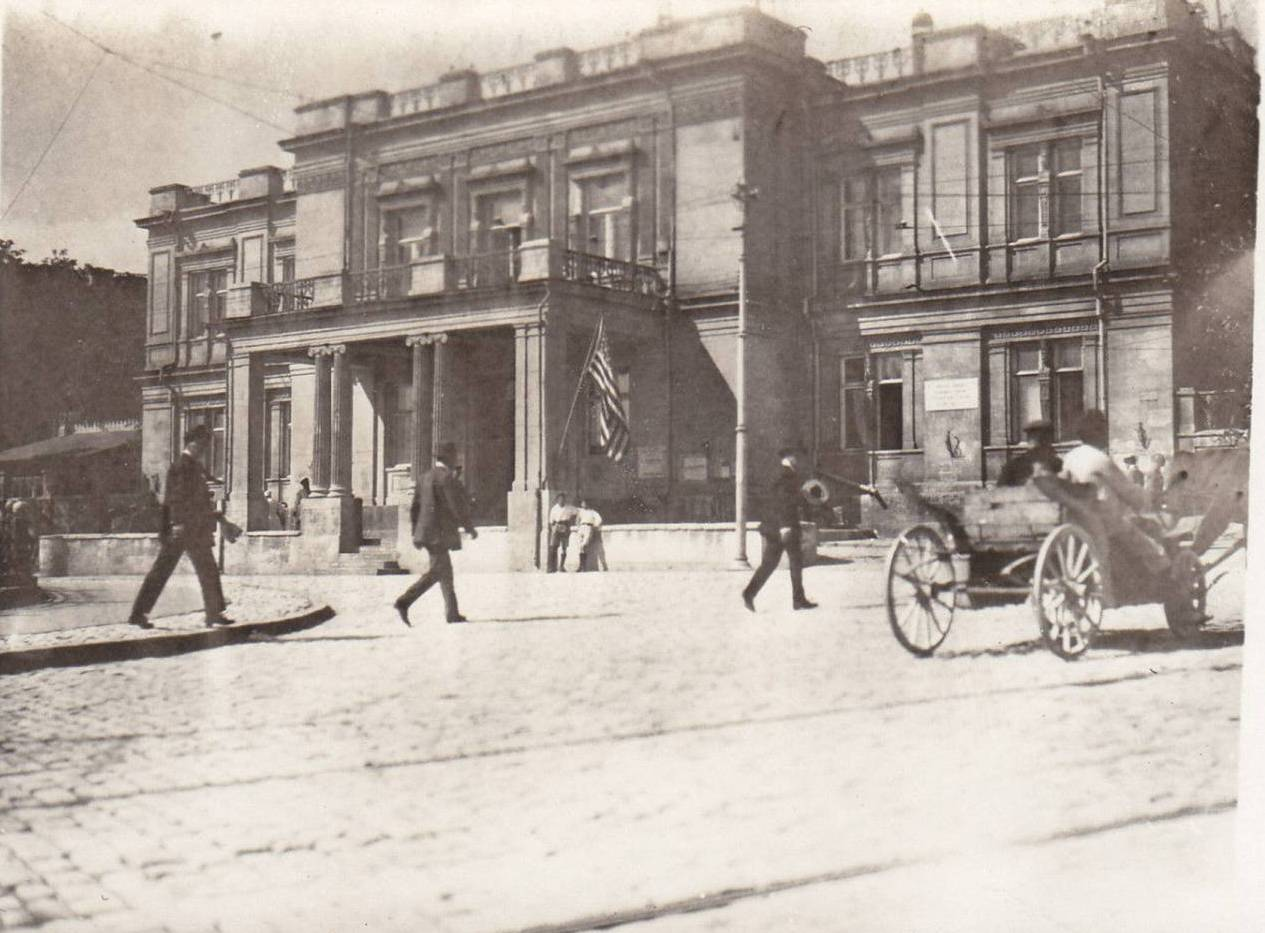
С флагом США, 1920
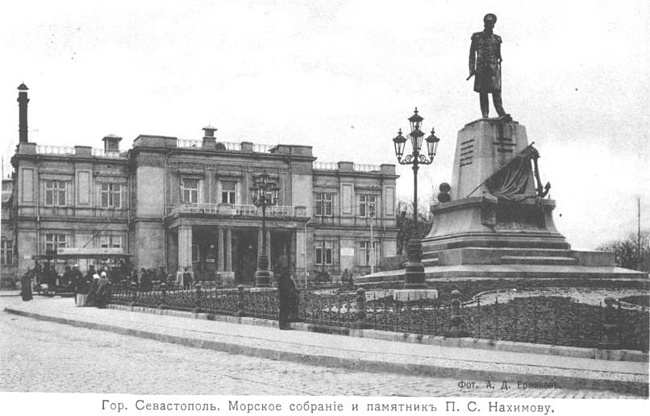
Морское собрание и памятник Нахимову